# Rajd Barum 2013
Rezultaty Rajdu Barum (43. Barum Czech Rally Zlín 2013), eliminacji Rajdowych Mistrzostw Europy w 2013 roku, który odbył się w dniach 30 sierpnia-1 września. Była to ósma runda czempionatu w tamtym roku, odbywająca się na nawierzchni asfaltowej, a także szósta w mistrzostwach Czech. Bazą rajdu było miasto Zlin. Zwycięzcami rajdu została czeska załoga Jan Kopecký i Pavel Dresler jadący samochodem Škoda Fabia S2000. Wyprzedzili oni rodaków Václava Pecha i Petra Uhela w Mini Coopera S2000 i Jaromíra Tarabusa i Daniela Trunkáta w Škodzie Fabii S2000.
Rajdu nie ukończyło 40 załóg. Na 3. odcinku specjalnym wycofał się Węgier András Hadik w Subaru Imprezie STi R4, który uległ wypadkowi. Na 4. oesie wypadek miał Francuz Robert Consani w Renault Mégane RS. Na 5. oesie wycofali się Japończyk Toshihiro Arai Subaru Imprezie STi R4 (awaria układu kierowniczego) i Czech Jan Jelínek w Škodzie Fabii S2000, który miał wypadek na drodze dojazdowej do tego oesu. Na 6. oesie wycofał się Czech Tomáš Kostka w Fordzie Fieście R5, który miał awarię dyeferencjału. Na 8. oesie wypadek miał Fin Esapekka Lappi w Škodzie Fabii S2000, a na 13. oesie odpadł Czech Vojtěch Štajf w Subaru Imprezie STi.

## Klasyfikacja ostateczna
| Miejsce                             | Zawodnik                 | Pilot                        | Samochód                    | Czas                     | Strata                   | Punkty                   |
| ERC (punktowane pozycje)            | ERC (punktowane pozycje) | ERC (punktowane pozycje)     | ERC (punktowane pozycje)    | ERC (punktowane pozycje) | ERC (punktowane pozycje) | ERC (punktowane pozycje) |
| ----------------------------------- | ------------------------ | ---------------------------- | --------------------------- | ------------------------ | ------------------------ | ------------------------ |
| 1.                                  | Jan Kopecký              | Pavel Dresler                | Škoda Fabia S2000           | 2:15:23.0                |                          | 38                       |
| 2.                                  | Václav Pech              | Petr Uhel                    | Mini Cooper S2000           | 2:16:24.6                | +1:01.6                  | 29                       |
| 3.                                  | Jaromír Tarabus          | Daniel Trunkát               | Škoda Fabia S2000           | 2:17:55.7                | +2:32.7                  | 23                       |
| 4.                                  | Sepp Wiegand             | Frank Christian              | Škoda Fabia S2000           | 2:18:27.3                | +3:04.3                  | 18                       |
| 5.                                  | Roman Kresta             | Petr Gross                   | Škoda Fabia S2000           | 2:19:21.7                | +3:58.7                  | 15                       |
| 6.                                  | Miroslav Jakeš           | Igor Norek                   | Mitsubishi Lancer Evo IX    | 2:21:58.8                | +6:35.8                  | 11                       |
| 7.                                  | Jaroslav Orsák           | Lukáš Kostka                 | Mitsubishi Lancer Evo IX R4 | 2:23:15.1                | +7:52.1                  | 8                        |
| 8.                                  | Pavel Valoušek           | Martina Šlehoferová-Škardová | Ford Fiesta R5              | 2:23:15.6                | +7:52.6                  | 11                       |
| 9.                                  | Antonín Tlusťák          | Lukáš Vyoral                 | Škoda Fabia S2000           | 2:23:50.4                | +8:27.4                  | 2                        |
| 10.                                 | Robert Kořístka          | Michal Drozd                 | Mitsubishi Lancer Evo IX    | 2:25:00.2                | +9:37.2                  | 1                        |
| Mistrzostwa Czech (pierwsza trójka) |                          |                              |                             |                          |                          |                          |
| 1. (1.)                             | Jan Kopecký              | Pavel Dresler                | Škoda Fabia S2000           | 2:15:23.0                |                          | 73                       |
| 2. (2.)                             | Václav Pech              | Petr Uhel                    | Mini Cooper S2000           | 2:16:24.6                | +1:01.6                  | 57                       |
| 3. (3.)                             | Jaromír Tarabus          | Daniel Trunkát               | Škoda Fabia S2000           | 2:17:55.7                | +2:32.7                  | 43                       |

## Zwycięzcy odcinków specjalnych
| Dzień      | Odcinek | G. rozp. | Nazwa       | Długość | Zwycięzca      | Czas    | Lider rajdu |
| ---------- | ------- | -------- | ----------- | ------- | -------------- | ------- | ----------- |
| 1 (30 SIE) | SS1     | 21:15    | SSS Zlín    | 9.36km  | Jan Kopecký    | 7:06.7  | Jan Kopecký |
| 2 (31 SIE) | SS2     | 09:23    | Biskupice 1 | 8.81km  | Jan Kopecký    | 4:54.5  | Jan Kopecký |
| 2 (31 SIE) | SS3     | 10:16    | Troják 1    | 22.03km | Jan Kopecký    | 12:12.7 | Jan Kopecký |
| 2 (31 SIE) | SS4     | 10:59    | Semetín 1   | 11.51km | Jan Kopecký    | 6:36.4  | Jan Kopecký |
| 2 (31 SIE) | SS5     | 14:12    | Pindula 1   | 18.43km | Jan Kopecký    | 9:44.8  | Jan Kopecký |
| 2 (31 SIE) | SS6     | 15:05    | Troják 2    | 22.03km | Jan Kopecký    | 12:02.8 | Jan Kopecký |
| 2 (31 SIE) | SS7     | 15:48    | Semetín 2   | 11.51km | Jan Kopecký    | 6:33.6  | Jan Kopecký |
| 2 (31 SIE) | SS8     | 19:01    | Biskupice 2 | 8.81km  | Jan Kopecký    | 4:54.6  | Jan Kopecký |
| 2 (31 SIE) | SS9     | 19:44    | Pindula 2   | 18.43km | Jan Kopecký    | 9:50.0  | Jan Kopecký |
| 3 (1 WRZ)  | SS10    | 08:53    | Maják 1     | 22.66km | Roman Kresta   | 13:51.3 | Jan Kopecký |
| 3 (1 WRZ)  | SS11    | 09:41    | Jankovice 1 | 19.42km | Pavel Valoušek | 11:32.0 | Jan Kopecký |
| 3 (1 WRZ)  | SS12    | 10:34    | Žlutava 1   | 8.85km  | Roman Kresta   | 5:21.4  | Jan Kopecký |
| 3 (1 WRZ)  | SS13    | 12:47    | Maják 2     | 23.66km | Roman Kresta   | 13:42.5 | Jan Kopecký |
| 3 (1 WRZ)  | SS14    | 13:35    | Jankovice 2 | 19.42km | Roman Kresta   | 11:08.9 | Jan Kopecký |
| 3 (1 WRZ)  | SS15    | 14:28    | Žlutava 2   | 8.85km  | Pavel Valoušek | 5:16.7  | Jan Kopecký |